# Bacchisa transversefasciata
Bacchisa transversefasciata là một loài bọ cánh cứng trong họ Cerambycidae.